# 니쇼노섬
니쇼노섬(新所の島)은 일본 홋카이도 네무로 진흥국 노쓰케군 베쓰카이정의 섬이다.

## 지리
홋카이도섬의 노쓰케반도 서쪽에 위치한 길쭉한 모양의 섬이다.
사람은 살지 않는 무인도이다.

## 같이 보기
- 노쓰케반도
- 노쓰케군
- 시베쓰군